# Irgún
El Irgún (en hebreo: ארגון, abreviatura de HaIrgun HaTzva'i HaLe'umi BeEretz Yisra'el, הארגון הצבאי הלאומי בארץ ישראל, "Organización Militar Nacional en la Tierra de Israel"), popularmente conocido como Etzel (אצ"ל), acrónimo de sus iniciales en hebreo Irgun Zevai Leumi (ארגון צבאי לאומי), fue una organización paramilitar sionista que operó durante el Mandato británico de Palestina, entre los años 1931 y 1948.[cita requerida] Se estableció como una derivación militante de la Haganá (ההגנה - «La Defensa»). Por razones de secreto, las personas se referían al Irgún, durante ese tiempo, como Haganá Bet (הגנה ב en hebreo literalmente «Defensa "B"» o «Segunda Defensa»), HaHaganá HaLeumit (ההגנה הלאומית, Defensa nacional) o HaMaamad (המעמד).[cita requerida]
Irgun ha sido considerada una organización terrorista o una organización que llevó a cabo actos terroristas.El Irgún fue el predecesor del partido político nacionalista Herut ("Libertad"), lo que condujo al actual partido Likud. El Likud ha conducido o ha sido parte de la mayoría de los gobiernos israelíes desde 1977.
El Irgún era la expresión armada y más radical de la ideología del naciente Sionismo revisionista fundado por Zeev Jabotinsky. Expresaba la ideología de que "todo judío tiene derecho a entrar a Eretz Israel; sólo activas represalias disuadirán a los árabes y a los británicos, sólo una Fuerza Armada Judía garantizaría un Estado Judío".
En los años 1940, las autoridades británicas acusaron al Irgún de perpetrar actos de terrorismo contra el gobierno del Mandato británico de Palestina y fue descrito como una organización terrorista por el Comité Anglo-Americano de Investigación, The New York Times, y una serie de prominentes figuras judías como Albert Einstein, Hannah Arendt y otros, como también Winston Churchill. Actualmente fuentes como la Enciclopedia Británica califican sus acciones como "actos de terrorismo", y una parte la opinión pública israelí sostiene también el carácter terrorista de la organización. Algunos de los dirigentes de la Haganá y otras organizaciones, como la Agencia Judía, acusaron al Irgún de crear un ambiente desfavorable para los intereses y futuro de los judíos, y hasta hoy se discute si sus acciones contribuyeron de facto al final del Mandato, o si, por lo contrario, solo suscitaron hostilidad hacia los judíos.

## Orígenes

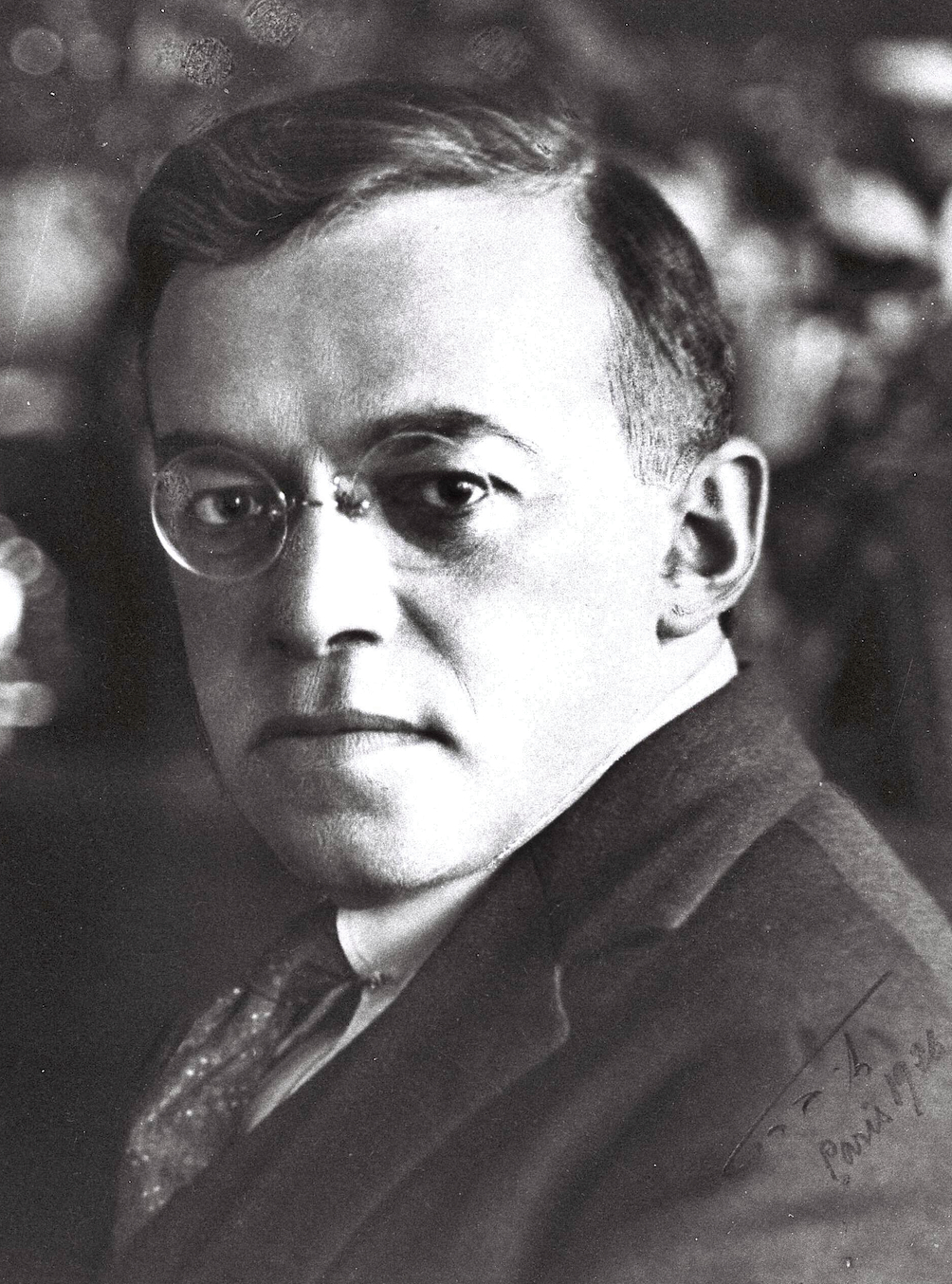
Zeev Jabotinsky, primer comandante del Irgún

El Irgún fue un grupo liderado por Zeev Jabotinsky, formado en 1931 tras una escisión en la Haganá, como grupo de represalia contra las actividades armadas árabes y las presiones británicas, en especial tras la Matanza de Hebrón de 1929. 
Los miembros del Irgún llegaron principalmente de Betar y del Partido Revisionista, tanto del Mandato como del extranjero. El Movimiento Revisionista fue creado con apoyo popular. Zeev Jabotinsky, fundador del Sionismo Revisionista, fue el comandante de la organización hasta su muerte. Formuló el ámbito general de las operaciones y fue la inspiración para la organización en general. Otra fuente importante de inspiración ideológica fueron las poesías de Uri Zvi Greenberg. 
El Irgún estuvo desde un principio en desacuerdo con la política del gobierno del Yishuv y las instituciones oficiales de la Organización Sionista Mundial, tanto en lo concerniente a la estrategia e ideología básica como en lo que respecta a las tácticas militares, tales como el uso de la fuerza para fines sionistas, la actitud hacia los árabes durante los disturbios y las relaciones con el gobierno del Mandato Británico. Por lo tanto, el Irgún tomó la tesitura de ignorar las decisiones adoptadas por el liderazgo sionista y las instituciones del Yishuv. Este hecho provocó que los órganos electos no reconociesen a la organización independiente, durante la mayor parte de su existencia a la agrupación se la considerara como irresponsable y sus acciones dignas de abortar. El Irgún acompañaba sus operaciones armadas con campañas públicas, con el propósito de convencer al público acerca de las decisiones del Irgún y los problemas con la dirigencia política oficial del Yishuv. El Irgún creó numerosos anuncios, un periódico underground (clandestino) e incluso creó la primera estación de radio independiente «Kol Sion HaLochemet» (la Voz Combatiente de Sion).

### Estructura, comando, insignia

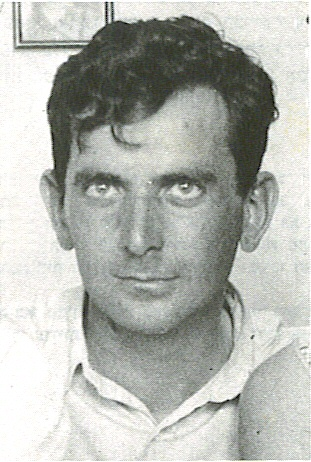
Avraham Tehomi (1903-1990), primer Comandante en Jefe del Irgún

Por ser una organización clandestina, sus miembros normalmente no la llamaban por su nombre, prefiriendo utilizar otros nombres para referirse a ella. En los primeros años de existencia era conocida principalmente como "ההגנה הלאומית" (Haganá Nacional) y también por nombres como "Irgún Bet", "Haganá Bet" y la "Organización paralela". Más tarde fue más conocida como "המעמד" (Stand). El himno adoptado por el Irgún fue "Hayalim Almonim" (Soldados Anónimos), escrito por Abraham (Yair) Stern que era en ese momento un comandante del Irgún. Más adelante Stern desertaría del Irgún y fundaría Lehi, y la canción se convertiría en el himno de esta nueva agrupación. El nuevo himno del Irgún entonces se convertiría en el tercer verso de la "Canción del Beitar" (Shir Beitar, שיר בית"ר), escrita por Zeev Jabotinsky. 
En agosto de 1933 un "Comité de Vigilancia" para el Irgún fue establecido, que incluyó a representantes de la mayoría de los partidos políticos sionistas. Los miembros de este comité fueron Meir Grossman (del Partido Estado Hebreo), el rabino Meir Bar Ilán (del Partido Mizrahi), Immanuel Neumann o Yehoshua Supersky (Sionistas Generales) y Zeev Jabotinsky o Eliyahu Ben Horin (de Hatzohar). La comisión estuvo a cargo del Irgún hasta 1937, cuando el movimiento se dividió una vez más. A partir de ese momento, el Irgún quedó bajo el mando directo de Jabotinsky. Después de su muerte se formaron estrechos vínculos entre el Irgún y la Nueva Organización Sionista (brazo político del movimiento revisionista). Estos lazos se romperían posteriormente en 1944 cuando el Irgún declaró la guerra al gobierno británico. 
Dentro del Irgún, Avraham Tehomi fue el primero en servir como "Comandante en Jefe". Cuando el movimiento creció, las divisiones fueron establecidas dentro del movimiento. Una unidad del Irgún era llamada "Rama". Una "Brigada" en el Irgún se componía de tres secciones. Una sección estaba compuesta de dos grupos, a la cabeza de cada uno de ellos había un "Jefe de grupo" y un subjefe. Los rangos se utilizaron más tarde y fueron en orden ascendente. Adjunto a ellos, se encontraba el jefe de Grupo, sargento (de sección), Sargento A (Brigada), sargento primero (Batallón); mientras que los rangos oficiales eran "gundar" (Comandante de Distrito de la Unidad) y "primer gundar" (Comandante Sénior). El rango de mayor fue otorgado al comandante del Irgún Yaakov Meridor y el rango de Mayor general (Aluf) a David Raziel. Hasta su muerte en 1940, Jabotinsky era conocido como "Comandante Militar del Etzel" o "Comandante Supremo".

## Previo a la Segunda Guerra Mundial

### Fundación
Los primeros pasos del Irgún fueron por causa de los disturbios árabes de 1929. En la rama de Jerusalén de la Haganá había sentimientos de decepción y malestar internos hacia el liderazgo de los movimientos y de la Histadrut. Estos sentimientos surgieron como consecuencia de la opinión de que la Haganá había fracasado después de diez años de existencia frente al creciente vandalismo de las pandillas árabes hacia los judíos, quienes cometían impunemente asesinatos, diversos actos de violencia y vandalismo contra propiedades judías, lo que provocaban un creciente sentimiento de abandono de los asentamientos y barrios que se encontraban en manos de los forajidos árabes. Del mismo modo, los críticos del mando se quejaron de la existencia de graves omisiones en la cantidad y disposición de armas, una excesiva política de moderación y una falta grave de resistencia frente a las agresiones. El 10 de abril de 1931, los comandantes y directores de una unidad paramilitar judía anunciaron su negativa a regresar las armas que la Haganá les había solicitado antes del feriado de Nebi Musa. Estas armas fueron devueltas más tarde por el comandante de la rama de Jerusalén, Avraham Tehomi, alias "Gideon". Sin embargo, los comandantes que decidieron rebelarse contra el mando de la Haganá transmitieron un mensaje en relación con su dimisión al Vaad Leumi, por lo que este cisma creó un nuevo movimiento independiente.
A la cabeza del flamante movimiento clandestino recién creado se encontraba Avraham Tehomi, junto con otros miembros fundadores y comandantes de la Haganá, además de afiliados al Partido Laborista Juvenil y la Histadrut. También entre ellos estaba Eliyahu Ben Horin, un activista del Partido Revisionista. Este grupo anteriormente había sido miembro de la Haganah Ha'Atzmit del pueblo judío de Odesa. Al nuevo movimiento se lo llamó Irgun Tsvai Leumi ("Organización Militar Nacional") con el fin de destacar su carácter activo, en contraste con la Haganá. Por otra parte, la organización fue fundada con el deseo de convertirse en una verdadera organización militar y no solo una milicia como la Haganá lo era en ese momento.
En el otoño de ese año el grupo de Jerusalén se fusionó con otros grupos armados afiliados al Beitar. El centro de actividades de los grupos de Beitar fue Tel Aviv y comenzaron sus actividades en 1928 con el establecimiento de la "Escuela de Oficiales e Instructores de Beitar". Los estudiantes a este tipo de instituciones se habían escindido previamente de la Haganá por razones políticas y el nuevo grupo se llamó "Defensa Nacional" (en idioma hebreo: הגנה הלאומית). Durante los disturbios de 1929 los jóvenes del Beitar participaron en la defensa de los barrios de Tel Aviv bajo el mando de Yermiyahu Halperin. Después de los disturbios el grupo de Tel Aviv fue ampliado y fue más tarde conocido como el "Ala derecha de la Organización".
Después de la expansión en Tel Aviv otra rama se estableció en Haifa. A fin de 1932 la rama de Safed de la Haganá también desertó y se unió al Irgún. En ese momento el periódico clandestino del movimiento, Ha'Metsudah (la Torre), comenzó a publicarse en forma masiva. En él se expresaba la tendencia activa del movimiento, así como sus objetivos a largo plazo. El Irgún también aumentó su número de proyectos de ampliación de los regimientos del Beitar - grupos de voluntarios, comprometidos a dos años de seguridad y actividades pioneras. Estos regimientos fueron creados en sitios, a partir de los cuales el Irgún derivaba en otras nuevas bases en numerosos lugares, incluidos los asentamientos de Yesod HaMa'ala, Mishmar HaYarden, Rosh Pina, Nahariya y Metula en el norte; en el centro Hadera, Binyamina, Herzliya, Netanya y Kfar Sava; y al sur de allí Rishon LeZion, Rehovot y Ness Ziona. Más tarde, regimientos se activaron también en la Ciudad Vieja de Jerusalén ("Brigadas del Kotel"), entre otros. Los primeros centros de entrenamiento se crearon en Ramat Gan, Qiryat Mal'aji y otros lugares.

### Bajo el comando de Tehomi
En 1933 se evidenciaron algunos signos de malestar dentro del grupo, debido a la incitación de los dirigentes árabes locales a actuar en contra del gobierno del Mandato. La fuerte respuesta británica sofocó los disturbios rápidamente y la paz se mantuvo por un breve período. Durante ese tiempo el Irgún operaba de forma similar a la Haganá y mayormente fue una organización de autoprotección. Las dos organizaciones colaboraron tanto en la coordinación de las posiciones de guardia como en el intercambio de inteligencia.
Con el objetivo de poner fin a la inmigración judía al Mandato Británico, la Gran Revuelta Árabe estalló el 19 de abril de 1936. Los disturbios comenzaron con ataques de los manifestantes árabes en emboscadas y colocación de bombas en las principales carreteras y en los asentamientos judíos, así como actos de vandalismo en las propiedades agrícolas, además de asesinatos indiscriminados a civiles. En un principio, el Irgún y la Haganá mantuvieron, en general, una política de "autocontención" (Havlagá en idioma hebreo). Algunos expresaron su resentimiento a esta política, lo que dio lugar a disputas internas en ambas organizaciones. El Irgún optó por tomar represalias con más frecuencia y, a veces, los miembros del Irgún patrullaban zonas más allá de sus posiciones con el propósito de encontrar a los atacantes antes de que perpetraran sus operaciones con finalidad preventiva. Sin embargo, hubo diferencias de opiniones sobre qué es lo que se debía hacer también en el seno de la Haganá. Debido a la unión de muchos miembros de la Juventud de Beitar al Irgún, Jabotinsky (fundador de Beitar) tuvo una gran influencia sobre la política del movimiento. Sin embargo, Jabotinsky era de la opinión de que, por razones morales, no se debía emprender represalias violentas.
Durante la primera etapa de la revuelta, a partir del mes de abril de 1936 hasta octubre de ese año, 80 judíos fueron asesinados y otros 369 resultaron heridos, 19 escuelas hebreas fueron atacadas, así como nueve orfanatos y tres geriátricos. También se llevaron a cabo 380 ataques en trenes y autobuses, y aproximadamente 4000 hectáreas (16 km²) de tierras agrícolas fueron destruidas. Estas acciones fueron llevadas a cabo por bandas árabes armadas reforzadas por vándalos llegados de Siria e Irak que se unieron en los actos de tropelías. El Supremo Comité Árabe, encabezado por Haj Amin al-Husayni, que organizaba y dirigía esos disturbios, declaró una huelga general de trabajadores y comerciantes. A principios de octubre de 1936 la actividad de las pandillas se redujo debido a la intervención tardía del ejército británico.
En noviembre de 1936 la Comisión Peel fue enviada a investigar acerca de las responsabilidades en los disturbios y proponer una solución para poner fin a la ola de violencia. A principios de 1937 algunos dirigentes en el Yishuv consideraron que la comisión recomendaría una partición de las tierras al oeste del río Jordán, creando así un Estado judío en parte del territorio del Mandato. El liderazgo del Irgún, así como el "Comité de Vigilancia", tenían la misma apreciación, al igual que algunos miembros de la Haganá y la Agencia Judía. Esta idea fortaleció la política de autocontención y llevó a la valoración de que no habría lugar para organismos de defensa clandestinos en el futuro Estado judío. Tehomi proclamó: "Estamos ante grandes acontecimientos: la posible creación de un Estado judío y un ejército judío independiente. Existe la necesidad de una única fuerza militar". Esta posición intensificó las diferencias de opinión sobre la política de autocontención, tanto dentro del Irgún como en el campo político alineado con la organización. El comité de dirección del Irgún apoyó una fusión con la Haganá. El 24 de abril de 1937 se celebró un referéndum entre los miembros del Irgún en relación con la continuación de su existencia independiente. David Raziel y Abraham (Yair) Stern se manifestaron públicamente en apoyo a la continuación de la existencia del Irgún:

El Irgún se ha colocado ... antes de tomar una decisión, si hay que someterse a la autoridad del gobierno y de la Agencia Judía o prepararse para un doble sacrificio y peligro. Algunos de nuestros amigos no tienen la suficiente voluntad para esta difícil situación, y se han sometido a la Agencia Judía y han abandonado la batalla ... todos los intentos ... para unirse con la organización de izquierda han fracasado, debido a que la izquierda entró en negociaciones y no sobre la base de la unificación de las fuerzas, sino sobre la sumisión de una fuerza a la otra.

### La primera división
En abril de 1937 el Irgún se dividió tras el referéndum. Aproximadamente 1500-2000 personas, cerca de la mitad de los miembros del Irgún, incluido el personal de mando superior y miembros del comité regional (junto con la mayoría de las armas de la agrupación), regresaron a la Haganá, que en ese momento estaba bajo el liderazgo directo de la Agencia Judía. Por otra parte, ya no se vieron importantes diferencias ideológicas entre los movimientos. Los que permanecieron en el Irgún fueron principalmente jóvenes activistas, en su mayoría laicos, que estaban del lado de la continuidad de la independencia del Irgún. De hecho, la mayoría de los que permanecieron fueron originalmente personas del Beitar. Moshe Rozenberg estimó que quedaron unos 1800 miembros. En teoría, el Irgún continuó siendo una organización no alineada con un partido político, pero en realidad el comité de supervisión se disolvió y la continuación ideológica del Irgún se alineó de acuerdo a la escuela de pensamiento y decisiones de Zeev Jabotinsky, hasta que finalmente el movimiento se convirtió en el brazo militar del Sionismo revisionista. Uno de los principales cambios en la política de Jabotinsky fue el final de la política de autocontención.
El 27 de abril de 1937 el Irgún fundó una nueva sede, con el personal de Moshe Rozenberg a la cabeza, Abraham (Yair) Stern como secretario, David Raziel como jefe de la rama de Jerusalén, Hanoch Kalai como comandante de Haifa y Aharon Haichman como comandante de Tel Aviv. El 20 de Tamuz (29 de junio), día de la muerte de Theodor Herzl, se celebró una ceremonia en honor de la reorganización del movimiento clandestino. Por motivos de seguridad esta ceremonia se celebró en un sitio secreto en construcción en Tel Aviv.
Zeev Jabotinsky colocó al coronel Robert Bitker a la cabeza del Irgún. Bitker había servido como comisionado del Beitar en China y tenía experiencia militar. Unos meses más tarde, probablemente debido a la incompatibilidad total con el puesto, Jabotinsky sustituiría a Bitker por Moshe Rozenberg. Cuando el informe de la Comisión Peel fue publicado unos meses más tarde, el campamento Revisionista decidió no aceptar las recomendaciones de la comisión. Por otra parte, las organizaciones del Beitar, Hatzohar y el Irgún comenzaron a aumentar sus esfuerzos para llevar judíos a la Tierra de Israel de forma ilegal. Esta Aliá fue conocida como "Aliá Af Al Pi" (עליית אף על פי). Contrariamente a esta posición, la Agencia Judía comenzó a actuar en nombre de los intereses sionistas en el frente político y la continuación de la política de autocontención. Desde este punto en adelante las diferencias entre la Haganá y el Irgún fueron mucho más evidentes.

### Aliyá Bet

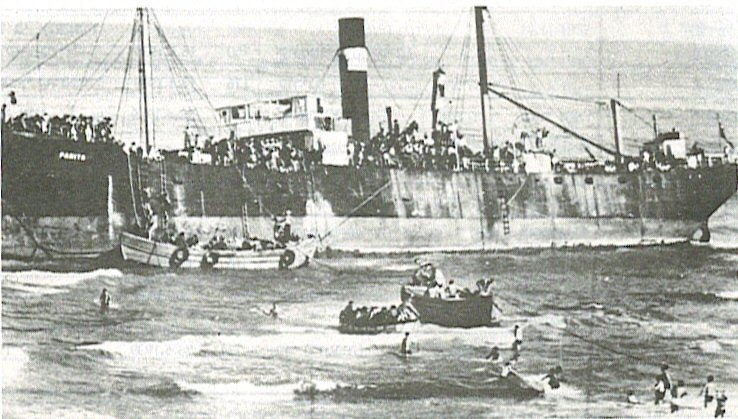
Desembarco de Olim del barco "Parita", buque del movimiento Beitar, en su arribo en la playa de Tel Aviv

De acuerdo al "Plan de Evacuación" de Jabotinsky, que consistía en llevar a millones de judíos europeos al Mandato Británico inmediatamente, el Irgún ayudaba a la inmigración ilegal de judíos europeos a la Tierra de Israel. Esto fue llamado por Jabotinsky como "el Deporte Nacional". La parte más significativa de esta inmigración ilegal antes de la Segunda Guerra Mundial fue llevada a cabo por el campo Revisionista, en gran parte debido a que los organismos centrales del Yishuv y las instituciones de la Agencia Judía habían rehusado realizar este tipo de costosos proyectos ilegales, basados en la creencia de que Gran Bretaña tendría que, en el futuro, permitir una amplia inmigración judía inevitablemente.
El Irgún unió sus fuerzas con el Hatzohar y el Beitar en septiembre de 1937, cuando asistieron a un convoy de 54 miembros de Beitar en la playa de Tantura (cerca de Haifa). El Irgún era responsable de ayudar a desembarcar discretamente a los Olím o inmigrantes judíos a las playas, así como la posterior dispersión de ellos entre los diversos asentamientos judíos para evitar que sean deportados por las autoridades británicas. El Irgún también comenzó a participar en la organización de la inmigración y en el transcurso del emprendimiento se comprometió a acompañar a los buques durante su arribo. Este proceso comenzó con el buque "Draga"” que llegó a las costas de la Tierra de Israel en septiembre de 1938. En agosto del mismo año se cerró un acuerdo entre Ari Jabotinsky (el hijo de Zeev Jabotinsky), el representante del Beitar Hillel Kook y el representante del Irgún, a fin de coordinar la inmigración ilegal (también conocida como Haapala). Este acuerdo también se hizo en la "Convención de París" en febrero de 1939, en la que también estuvieron presentes Zeev Jabotinsky y David Raziel. Posteriormente se fundó la "Aliyá Central", compuesta por representantes del Hatzohar, el Beitar y el Irgún, donde este último fue participante de pleno derecho en la organización y el proceso de ejecución.
Las difíciles condiciones en los barcos exigieron un alto nivel de disciplina. Las personas a bordo de los buques a menudo eran divididos en unidades y conducidos por comandantes. Además del diario quehacer y la distribución de alimentos y agua (por lo general muy poco de ambos), se realizaban conversaciones organizadas a fin de proporcionar información precisa acerca del estado real de la situación a su llegada a Eretz Israel. Uno de los buques más grandes fue el "Sakaria" con 2300 Olím, que en el momento conformaba el 0,5% de la población judía del Mandato. El primer barco llegó el 13 de abril de 1937 y el último el 13 de febrero de 1940. En total, alrededor de 18.000 judíos llegaron a Israel con la ayuda de las organizaciones revisionistas y las iniciativas privadas de otros simpatizantes.

### Fin de la autocontención

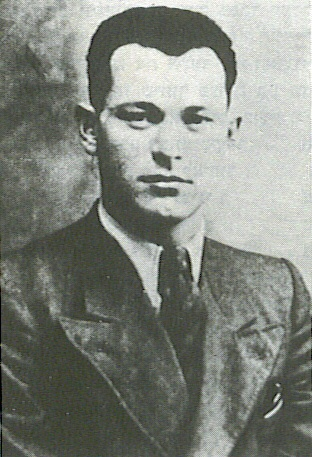
David Raziel. Comandante del Irgún entre 1938-1941

Los miembros del Irgún continuaron con la defensa de los asentamientos, pero al mismo tiempo iniciaron contraataques, poniendo fin a la política de autocontención. Estos ataques eran realizados con el objetivo de provocar en las autoridades árabes el deseo de búsqueda de paz y tranquilidad. En marzo de 1938, David Raziel escribió en el periódico clandestino "Con la espada" un artículo constitutivo del Irgún, en el que acuñó el término "Defensa Activa":

Sólo con las acciones de la Haganá nunca veremos una verdadera victoria. Si el objetivo de la guerra es doblegar la voluntad del enemigo - y esto no puede lograrse sin destruir su espíritu - claramente no podemos conformarnos únicamente con operaciones defensivas... Tal método de defensa, que permite al enemigo atacar a voluntad, reorganizarse y volver a atacar... y no tiene intención de eliminar la capacidad del enemigo para atacar una segunda vez - se llama defensa pasiva, y acaba en la derrota y la destrucción... quien no desea ser golpeado no tiene ninguna otra opción que la de atacar. El combatir no tiene intención de oprimir sino de redimir la libertad y el honor, también tiene solo un camino posible – el camino del ataque. La defensa por medio de la ofensiva, con el fin de privar al enemigo de la opción de atacar, eso se llama defensa activa.

La primera operación comenzó alrededor de abril de 1936. La tendencia de las actividades fue un estilo de respuesta "ojo por ojo", en forma de violentas operaciones contra la violencia árabe y se realizaban a menudo para que coincida con la forma o ubicación al ataque desde donde ocurrió. Una serie de acontecimientos significativos son los siguientes:
- Después de disparos de un grupo de árabes a la Escuela Carmel en Tel Aviv, que causó la muerte de un niño judío, el Irgun atacó a los miembros de un vecindario árabe cerca de Kerem Hatemanim en Tel Aviv, matando a un hombre árabe e hiriendo a otro.
- El 17 de agosto el Irgún respondió a disparos que los árabes realizaron contra los judíos que estaban esperando el tren Yafo – Jerusalén en la estación de la calle Herzl en Tel Aviv.
- El mismo día, un niño judío fue herido por disparos. Como represalia, los miembros del Irgún atacaron un tren en la misma ruta, matando a un árabe e hiriendo a otros cinco.

Durante el año 1936, miembros del Irgún llevaron a cabo alrededor de diez operaciones de represalia.
A lo largo de 1937 el Irgún continuó esa línea de operaciones de represalia.
- El 6 de marzo, durante las oraciones del Shabat en el Hakótel Hama'araví (Muro de los Lamentos) un judío fue tiroteado por un árabe. Pocas horas más tarde, el Irgún disparó contra un árabe en el barrio de Rechavia en Jerusalén.
- El 29 de junio, una banda de árabes atacó un autobús de la empresa Egged en la ruta Jerusalén - Tel Aviv, matando a un judío. Al día siguiente, otros dos judíos también fueron asesinados cerca de Karkur. Unas pocas horas más tarde, el Irgún llevó a cabo una serie de operaciones de represalia.
- El 5 de septiembre, el Irgún respondió al asesinato de un rabino en su camino al beit knesset (casa de oración) en la Ciudad Vieja de Jerusalén, arrojando explosivos contra un autobús árabe que había salido de Lifta, hiriendo a dos pasajeros y un oficial de policía británico.

Hasta ese momento, sin embargo, esos actos no eran todavía parte de la política oficial formulada por el Irgún. No todas las operaciones anteriormente mencionadas recibieron la aprobación de la comandancia, ya que Jabotinsky no era partidario de este tipo de acciones en ese momento. Jabotinsky todavía esperaba establecer una fuerza armada judía reconocida que no tuviera que funcionar clandestinamente. Sin embargo, el fracaso, en su visión, de la Comisión Peel y la renovación de la violencia por parte de los árabes provocó que el Irgún reconsidere su política oficial.

### Incremento de las operaciones
El 14 de noviembre de 1937 fue un hito en la actividad del Irgún. A partir de esa fecha, el Irgún aumentó sus represalias. A raíz del aumento del número de ataques dirigidos contra los judíos, incluido el asesinato de cinco miembros de un kibutz, cerca de Kiryat Anavim (hoy kibutz Ma'aleh Ha'Chamisha)[cita requerida], el Irgún realizó una serie de ataques de represalia en diversos lugares de Jerusalén, matando a tiros a dos viandantes en Rehavia y a tres pasajeros de un autobús, además de herir a ocho personas más. También se llevaron a cabo ataques terroristas en Haifa (disparos contra la población árabe del barrio Wadi Nisnas) y en Herzliya. La fecha se conoce como el día en que la política de autocontención (Havlagah) terminó o como "Domingo Negro". Es entonces cuando la organización cambió totalmente su política, con la aprobación de Jabotinsky y la jefatura, para adoptar la política de "defensa activa" con respecto a las acciones del Irgún.
Los británicos respondieron con el arresto de miembros del Beitar y el Hatzohar como presuntos miembros del Irgún. Los tribunales militares fueron autorizados a actuar bajo "Tiempo de Reglas de Emergencia" e incluso con sentencias de pena de muerte para las personas. De esta manera Yehezkel Altman, un guardia de un batallón de Beitar en Nahalat Yizchak, barrio de Tel Aviv, disparó contra un autobús árabe, sin conocimiento de sus comandantes. Altman estaba actuando en respuesta a un tiroteo contra los vehículos de judíos en la carretera Tel Aviv - Jerusalén. Él confesó el hecho y posteriormente fue condenado a muerte, una sentencia que luego fue conmutada por una pena a cadena perpetua. 
A pesar de las detenciones, los miembros del Irgún continuaron los combates. Jabotinsky prestó su apoyo moral a estas actividades. En una carta a Moshe Rosenberg fechada el 18 de marzo de 1938 escribió: 

Dígales: desde lejos colecciono y guardo, como preciosos tesoros, noticias acerca de sus vidas. Sé que los obstáculos no han impedido su espíritu y sé de sus acciones también. Estoy encantado puesto que he sido bendecido con estos estudiantes.

El Irgún continuó sus actividades, sin embargo, tras las órdenes de Rosenberg, se fueron reduciendo. Por otra parte, con la amenaza de los británicos de la pena de muerte para cualquiera que sea descubierto con posesión de armas. Todas las operaciones se suspendieron durante ocho meses. Sin embargo, la oposición a esta política aumentó gradualmente. El 17 de abril de 1938, el Irgun lanzó una bomba en una cafetería árabe y mató a una persona, dejando además seis heridos. También en abril de 1938, en respuesta a la matanza de seis judíos, en el que una mujer fue violada y descuartizada[cita requerida], los miembros del Beitar de la Brigada de Rosh Pina realizaron una misión de represalia sin el consentimiento de su comandante, según lo descrito por el historiador Avi Shlaim: 

El 21 de abril de 1938, después de varias semanas de planificación, él y dos de sus colegas del Irgún (Etzel) emboscaron a un autobús árabe en una curva de una carretera de montaña cerca de Safed. Tenían una granada de mano, un fusil y una pistola. Su plan era destruir el motor para que el autobús vuelque del lado de la carretera y todos los pasajeros resultaran muertos. Cuando el autobús se acercó, abrieron fuego contra él, pero la granada de Ben Yosef no detonó. El autobús entre gritos de sus aterrados pasajeros continuó el viaje.

A pesar de que el incidente terminó sin víctimas, los tres fueron capturados y uno de ellos, Shlomo Ben-Yosef, fue condenado a muerte. Manifestaciones en todo el país, así como la presión de las instituciones y personas como el Dr.Chaim Weizmann y el Gran Rabino del Mandato Británico (Yitzhak HaLevi Herzog), no redujeron su condena. Cartas de Shlomo Ben-Yosef escritas en hebreo fueron posteriormente encontradas: 

Voy a morir y no lo siento en absoluto. ¿Por qué? Porque voy a morir por nuestro país.
Shlomo Ben-Yosef.

Después que un padre judío y su hijo fueran asesinados por vándalos árabes en la Ciudad Vieja de Jerusalén,[cita requerida] el 6 de junio de 1938, miembros del Irgún comenzaron una oleada de atentados con explosivos, dejando como saldo varios muertos y heridos. El 29 de junio de 1938 fue ejecutado Shlomo Ben-Yosef, convirtiéndose en el primer judío ahorcado por los británicos (se conoce como Olei Hagardom). El Irgún lo veneró después de su muerte y muchos lo consideraron como un ejemplo. 
En vista de ello, debido a la ira del liderazgo del Irgún sobre la decisión de adoptar una política de autocontención hasta ese punto, Jabotinsky relevó de su cargo a Rosenberg y lo reemplazó por David Raziel que resultó ser el más destacado comandante del Irgún hasta Menájem Beguin. Jabotinsky al mismo tiempo instruyó al Irgún para poner fin a su política de autocontención, dando lugar a operaciones de ofensiva armada hasta el final de la Revuelta Árabe en 1939. En ese momento el Irgún montó alrededor de 40 operaciones contra la población civil árabe. El 5 de julio, una serie de ataques con bombas y armas de fuego contra viandantes y pasajeros de autobús dejaron 11 civiles árabes muertos en Tel Aviv, Jaffa y Jerusalén. Al día siguiente, un terrorista del Irgún colocó una bomba en el mercado de Haifa hecha con latas, explosivos y clavos, con resultado de 18 civiles árabes muertos y 38 heridos. El 16 de julio, otro terrorista colocó un artefacto similar en el zoco de Jerusalén, causando la muerte a 10 personas e hiriendo a otras 31. Diez días después, un nuevo atentado terrorista del Irgún golpeó Haifa y mató a 27 civiles árabes, dejando además 46 heridos. El 26 de agosto, otro artefacto explosivo colocado en el zoco de Jaffa mató a 24 personas e hirió a otros 35; el Irgún reclamó la autoría del atentado.
Estas acciones llevaron al Parlamento Británico a discutir los disturbios en el Mandato. El 23 de febrero de 1939 el Secretario de Estado para las Colonias, Malcolm MacDonald, reveló la intención de los británicos de cancelar el mandato y establecer un estado que preserve los derechos de los árabes y judíos. Esto causó una ola de disturbios y ataques de los árabes contra los judíos. El Irgún respondió cuatro días después con una serie de ataques contra autobuses árabes y otros sitios. Los británicos utilizaron la fuerza militar contra los manifestantes árabes y la última etapa de la revuelta de la comunidad árabe degeneró en una serie de guerras internas entre bandas rivales.
Los ataques terroristas contra la población civil árabe continuaron en la primavera y el verano de 1939. El 29 de mayo, el Irgún voló un cine en la ciudad de Jerusalén; cinco espectadores murieron y otros 18 resultaron heridos. El 20 de junio tuvo lugar uno de sus atentados más sangrientos: cargaron un burro con explosivos y lo introdujeron en el mercado de Haifa, matando a un total de 78 personas. Entre junio y julio de 1939, el Irgún mató a docenas de personas por toda Palestina cuyo único crimen era, según el propio Irgún declaró, ser árabes.

#### Durante el mismo período
En realidad las operaciones armadas contra los árabes fueron acciones realizadas en grupos pequeños o incluso individuales de miembros del Irgún. La mayor parte del Irgún participó durante este tiempo en la protección y defensa de los asentamientos. A fines de la década del 30, el Irgún estaba compuesto principalmente por jóvenes del Beitar (a partir de sus ramas o a través de sus brigadas de trabajo), miembros del Hazohar y de la Unión Nacional de Trabajadores, además de jóvenes pertenecientes a la agrupación Macabi, miembros del grupo religioso juvenil "Alianza de los Hasmoneos", y estudiantes de los sindicatos nacionales Yavneh, Yodfat y Elal. En algunos lugares, incluidos los asentamientos de Samaria, Sharon y el sur de Judea estas fueron las principales fuerzas defensivas. En algunas zonas las fuerzas del Irgún, en cooperación con miembros de la Haganá, colaboraron en la defensa de asentamientos en proceso de construcción, como en la fundación de Tel Zur (ahora conocido como Even-Yehuda) y granjas de Torre y trinchera (חומה ומגדל) del Beitar.
Al mismo tiempo, el Irgún se estableció también en Europa. El Irgún creó células clandestinas que participaron en la organización de convoyes de Aliyá. Las células se componían casi en su totalidad de miembros del Beitar y su principal actividad era el entrenamiento militar de preparación para la emigración a Eretz Israel. Se crearon lazos con las autoridades polacas quienes dieron cursos donde los comandantes del Irgún fueron entrenados por oficiales polacos en avanzados asuntos militares, como la guerra de guerrillas y otras tácticas de guerra. Abraham Stern se destacó en la organización de células en Europa. En 1937 las autoridades polacas comenzaron a enviar gran cantidad de armas de forma clandestina. El envío de pistolas, rifles, explosivos y municiones se detuvo con el estallido de la Segunda Guerra Mundial. Otro ámbito en el que el Irgún operaba fue en la formación de pilotos entrenados en la escuela de vuelo en Lod, lo que más tarde serviría en la Fuerza Aérea durante la futura guerra de la independencia.
Hacia finales de 1938 hubo progresos en el alineamiento y armonización de las ideologías del Irgún y la Haganá. Muchos se tomaron la libertad de ilusionarse de que un Estado judío pronto existiría en esa tierra dividida. La Haganá fundó פו"מ (se pronuncia pum), una unidad de operaciones especiales, que llevó a cabo operaciones armadas, tanto en respuesta a la violencia árabe, como también con finalidad preventiva. Estas operaciones continuaron en 1939. Por otra parte, la oposición en el seno del Yishuv en relación con la inmigración ilegal disminuyó significativamente, por lo que la Haganá comenzó a transportar judíos al Mandato alquilando buques, como el Irgún había realizado en el pasado.

### Primeras operaciones contra los británicos
La publicación del Libro Blanco de MacDonald en mayo de 1939 trajo consigo nuevos edictos que estaban destinados a conducir a una solución más equitativa entre judíos y árabes. Sin embargo, fue considerada por muchos críticos como una consecuencia negativa para el desarrollo continuo de la comunidad judía. Los principales edictos fueron la prohibición de vender tierras a los judíos y minúsculas cuotas para la inmigración judía. Todo el Yishuv estaba furioso por el contenido del Libro Blanco. Hubo manifestaciones contra el Libro Blanco y fue conocido como el "papel traicionero" porque era visto como la última traición de los británicos a los judíos, así como el final de su deseo de establecer una patria judía en la Tierra de Israel tal como lo habían prometido en la Declaración Balfour. 
El Irgún comenzó a sabotear las infraestructuras estratégicas británicas, como las instalaciones de electricidad, la radio y las líneas telefónicas. También comenzó a dar a conocer sus actividades y sus objetivos. Esto se hizo a través de anuncios de la calle, los periódicos y la estación de radio clandestina “Kol Sion HaLochemet”. Los británicos respondieron con numerosas detenciones de miembros del Beitar y Hatzohar, algunos de los cuales fueron torturados para obtener información sobre el Irgún. El Irgún advirtió que ese tipo de actividades daría lugar a una respuesta severa. El 26 de agosto de 1939 el Irgún publicó una sentencia de muerte contra Ralph Krans, un oficial de policía británico que, como jefe del Departamento de Asuntos Judíos de la Policía Secreta, había torturado a un número de jóvenes miembros de la organización clandestina. Krans y otro oficial británico de la policía secreta fueron asesinados por medio de una explosión de minas ocultas por el Irgún. 
Los británicos aumentaron sus esfuerzos contra el Irgún. Como resultado de esta política, David Raziel, comandante del Irgún en ese momento, fue detenido el 19 de mayo. El 31 de agosto la policía británica detuvo a varios miembros en medio de una reunión en la sede del Irgún. El 1 de septiembre de 1939 estalló la Segunda Guerra Mundial.

## Durante la Segunda Guerra Mundial
Tras el estallido de la guerra, Zeev Jabotinsky y la Nueva Organización Sionista expresaron públicamente su apoyo a Gran Bretaña y Francia. A mediados de septiembre de 1939, Raziel fue trasladado de su lugar de detención en Tzrifin. Esto, entre otros eventos, provocó que el Irgún anunciara el cese de sus actividades contra los británicos con el fin de no obstaculizar los esfuerzos de Gran Bretaña para luchar contra "el enemigo de los hebreos más grande en el mundo - el nazismo alemán". Este anuncio terminó con la esperanza de que después de la guerra un estado hebreo se funde "dentro de las fronteras históricas de la patria liberada". Después de este anuncio miembros del Irgún, Beitar y Hatzohar, entre ellos Raziel y el liderazgo del Irgún, poco a poco fueron liberados de la detención. El Irgún no descartó unirse al ejército británico y a la Brigada Judía para colaborar en la lucha contra los nazis. Miembros del Irgún se alistaron en diversas unidades del ejército. También ayudaron a las fuerzas británicas con acciones de inteligencia en Rumania y Bulgaria, así como en Marruecos y Túnez. Una unidad del Irgún también operó en Siria y el Líbano. David Raziel posteriormente moriría en una operación de ese tipo al servicio de Gran Bretaña en Irak.
Durante el Holocausto, miembros del Beitar en numerosas ocasiones se rebelaron contra los nazis en la Europa ocupada. La mayor de estas revueltas fue el levantamiento del Gueto de Varsovia donde luchó una organización clandestina armada integrada por el Beitar, Hatzohar y miembros de la célula del Irgún polaco, conocida como Żydowski Związek Wojskowy (Unión Militar Judía). Hubo casos de miembros del Beitar que se alistaron en el ejército británico para el contrabando de armas británicas al Irgún.
A partir de 1939 en adelante, una delegación del Irgún en los Estados Unidos trabajó para la creación de un ejército judío formado por refugiados judíos y del Mandato, para combatir al lado de las fuerzas aliadas. En julio de 1943 el "Comité de Emergencia para salvar al pueblo judío en Europa" se formó y trabajó hasta el final de la guerra para rescatar a los judíos de Europa de las garras de los nazis y para obtener el apoyo de la opinión pública. Sin embargo, no fue hasta enero de 1944 que el presidente Franklin Roosevelt estableció la Junta de Refugiados de Guerra, que logró cierto éxito en el rescate de los judíos de Europa.

### La segunda división

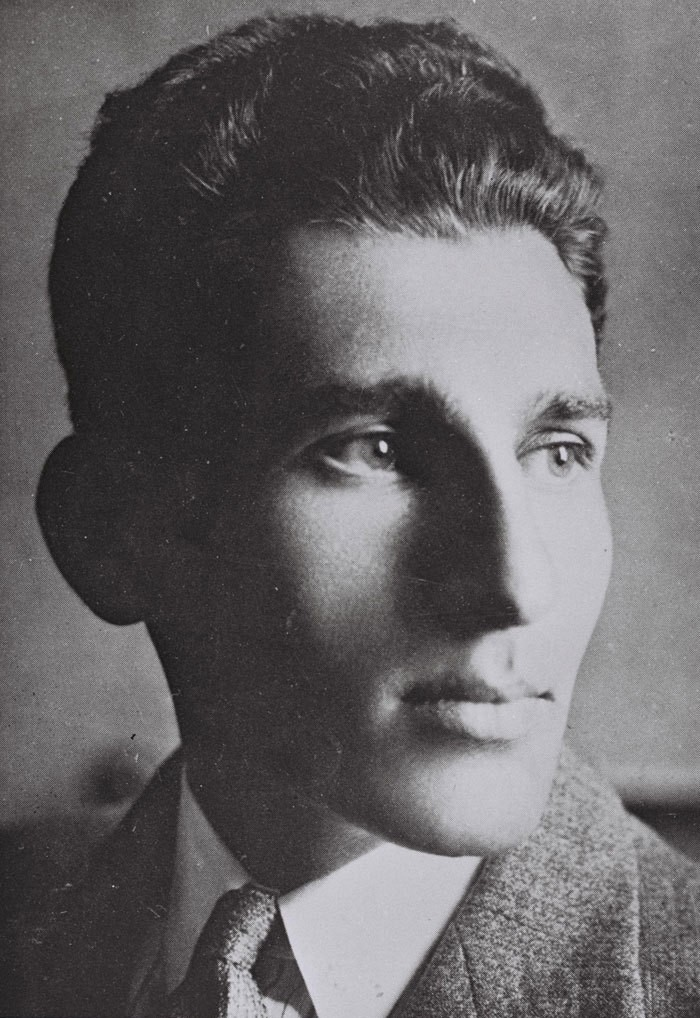
Fotografía de Abraham Stern (1907-1942), líder de la organización Leji que luchó exclusivamente contra las autoridades británicas.

Durante de todo este período los británicos continuaron con la aplicación de las disposiciones del Libro Blanco de MacDonald, que incluían la prohibición de la venta de tierras a los judíos, restricciones a la inmigración judía y una mayor vigilancia contra la inmigración ilegal. 
 
Dentro de las filas del Irgún esto creó mucho malestar y decepción, lo que desembocó en profundos desacuerdos entre los dirigentes de la Nueva Organización Sionista, David Raziel y el Irgún Central. El 18 de junio de 1939 Abraham (Yair) Stern y otros dirigentes fueron puestos en libertad de la cárcel y se abrió una grieta entre el liderazgo del Irgún y el de Hatzohar. La controversia se centró en las cuestiones del movimiento clandestino para el sometimiento de un liderazgo político público y la lucha contra los británicos. A su salida de la cárcel Raziel dimitió de la sede. Para su disgusto, operaciones independientes de altos funcionarios del Irgún se llevaron a cabo e incluso algunos comandantes pusieron en duda la lealtad a Raziel. 
En este lugar, Stern fue elegido para el liderazgo. Miembros de Beitar y Hatzohar se sintieron resentidos por este nombramiento, ya que era visto como un debilitamiento de la autoridad de Jabotinsky. En el pasado, Stern había fundado en secreto células del Irgún en Polonia sin el conocimiento de Jabotinsky, en oposición a su opinión. Por otra parte, Stern se mostró a favor de eliminar el Irgún de la autoridad de la Nueva Organización Sionista, cuyo comando instó a Raziel a regresar al mando del Irgún , a lo que finalmente dio su consentimiento. Jabotinsky escribió a Raziel y Stern. Estas cartas se distribuyeron a todas las ramas del Irgún: 

... Hago un llamamiento a usted: Que nada perturbe nuestra unidad. Escuche al comisionado (Raziel), en quien confío, y prometo que usted y Beitar, el más grande logro de mi vida, se mantendrán fuertes y unidos. Permítanme continuar con la esperanza de victoria en la guerra para hacer realidad nuestro viejo sueño Macabeo...

A Stern le fue enviado un telegrama con la orden de obedecer a Raziel, que fue reelegido. Sin embargo, estos acontecimientos no impidieron que se concretara la división de la organización. La sospecha y la desconfianza eran desenfrenadas entre los miembros. Fuera del Irgún una nueva organización fue creada con el liderazgo de Abraham Stern el 17 de julio de 1940, que fue llamada "La Organización Nacional Militar en Israel" (a diferencia de la "Organización Militar Nacional en la Tierra de Israel") y más tarde cambió su nombre por el de Leji, un acrónimo para "Lohamei Herut Israel", "Combatientes para la Libertad de Israel", (לח "י - לוחמי חירות ישראל). Jabotinsky murió en Nueva York el 4 de agosto de 1940, sin embargo esto no impidió la creación del Leji. 
La principal diferencia entre el Irgún y la recién formada organización de Stern era su intención de combatir contra los británicos en el Mandato, independientemente de su guerra contra Alemania. Más tarde, se adicionaron diferencias operacionales e ideológicas y se desarrollaron dentro del Leji algunos postulados que contradecían algunos de los principios rectores del Irgún. Por ejemplo, el Leji apoyaba el intercambio o la expulsión de la población árabe. El Irgún, por otra parte, actuó de acuerdo al estricto pensamiento de la escuela Revisionista.
Por otra parte, la lucha del Irgún contra los británicos era solo con la intención de expulsarlos del área y la opción de futuras relaciones diplomáticas con Gran Bretaña no era descartada. El Leji, sin embargo, había declarado la guerra total contra el imperialismo y el imperio británico. Una notable diferencia era el hecho de que el Irgún concentraba sus operaciones contra los centros británicos gubernamentales y sus instalaciones en el Mandato, haciendo advertencia a los británicos acerca de inminentes explosiones, para evitar dañar a civiles. Esto contrastaba con la lucha del Leji que usualmente fue dirigida con ataques personales contra dirigentes, militares y figuras policiales.

### Hacia un cambio de política
La división dañó al Irgún tanto en la organización como desde el punto de vista moral. Como líder espiritual, la muerte de Jabotinsky también se añadió a este sentimiento de frustración. En conjunto, estos factores provocaron un abandono en masa de miembros. La policía secreta británica se aprovechó de esta debilidad para reunir inteligencia y detener a activistas del Irgún. El nuevo liderazgo del Irgún, que incluía a Meridor, Yerachmiel HaLevi, Moshe Segal y otros utilizaron el obligado paréntesis de las actividades para reconstruir a la herida organización. Este período se caracterizó también por una mayor cooperación entre el Irgún y la Agencia Judía, sin embargo la inflexible exigencia de Ben Gurión de que el Irgún acepte el mando de la Agencia frustró cualquier otra cooperación de mayor envergadura.
Tanto en el Irgún como en la Haganá más voces se oponían a cualquier cooperación con los británicos. Sin embargo, el Irgún llevó a cabo una operación al servicio de Gran Bretaña que tenía por objeto sabotear a las fuerzas pronazis en Irak, entre cuyos objetivos principales se encontraba el asesinato del jerarca Haj Amin al-Husayni. En este suceso participaron, entre otros, Raziel y Yaakov Meridor. El 20 de abril de 1941, durante un ataque aéreo de la Luftwaffe en el aeropuerto de Habbaniya, cerca de Bagdad, David Raziel, comandante del Irgún, fue muerto durante la operación y enterrado con honores. 
A finales de 1943 una iniciativa conjunta de la Haganá y el Irgún se fue desarrollando, para formar un solo cuerpo de combate, no alineados con ningún partido político específico, con el nombre de עם לוחם (Nación Combatiente). El primer plan del nuevo órgano era secuestrar al Alto Comisionado británico, Sir Harold MacMichael, y deportarlo a Chipre. Sin embargo, la Haganá filtró la operación prevista y se vieron frustradas las acciones antes de comenzar. También en esta etapa el Irgún cesó su cooperación con los británicos. Eliyahu Lankin escribió en su libro: 

Inmediatamente tras el fracaso de la Nación Combatiente comenzaron discusiones en la Oficina central del Irgún en cuanto a una declaración de guerra.

## La Rebelión

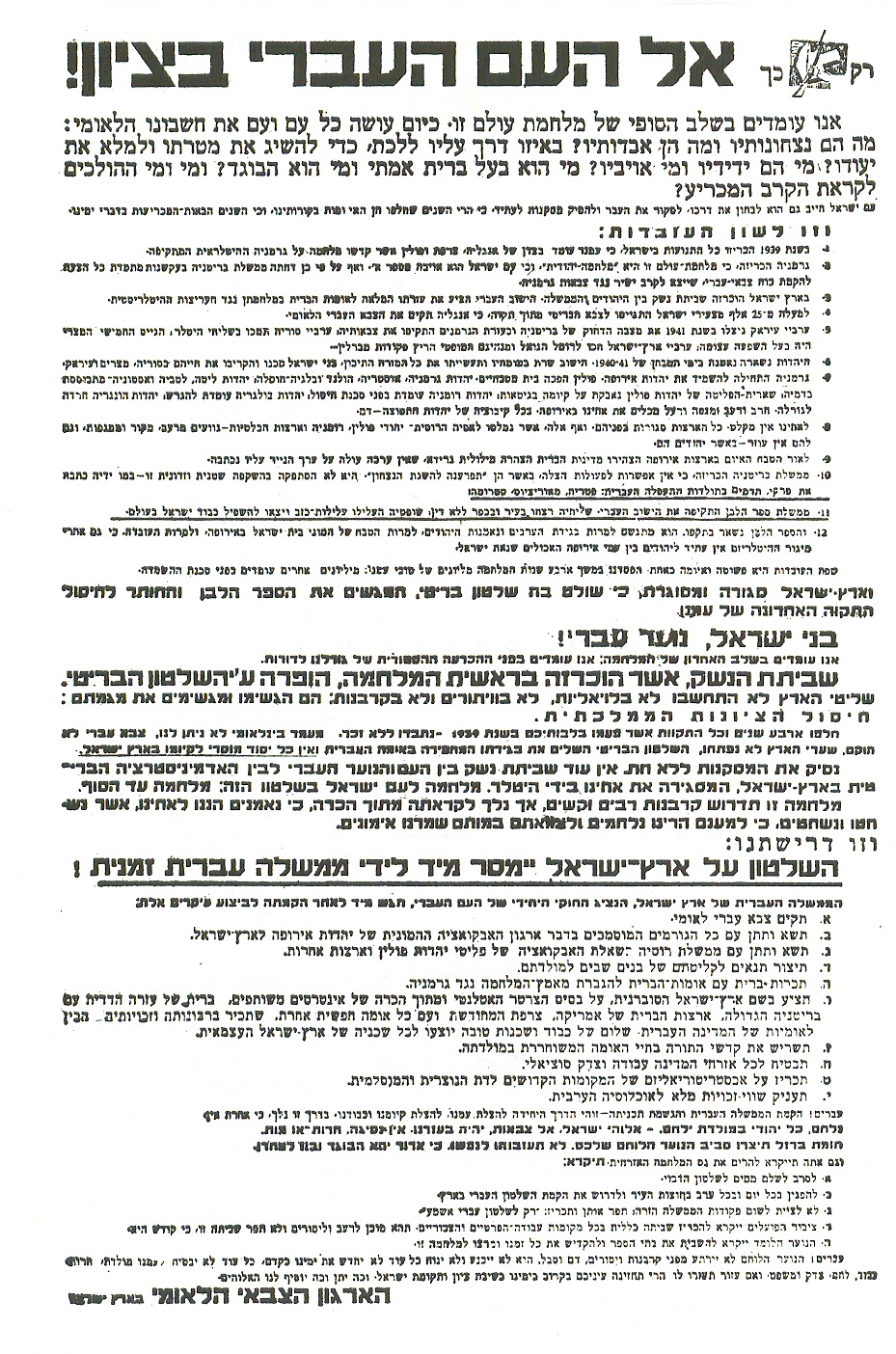
Afiche de "Declaración de la Rebelión"

En 1941 Menájem Beguin llegó al Mandato Británico como soldado del ejército polaco en el exilio, que fue comandado por Władysław Anders y conocido como el "Ejército de Anders", del que pronto se retiró. Su llegada creó nuevas expectativas dentro del Irgún y el Beitar. Al comienzo se desempeñó como jefe del movimiento Beitar en Polonia y fue un respetado dirigente. Yaakov Meridor, el entonces comandante de la Irgún, planteó la idea de designar a Beguin al frente del movimiento. A finales de 1943, cuando Beguin aceptó el puesto, un nuevo liderazgo se formó. Meridor se convirtió en el vice de Beguin (otros miembros de la junta fueron Aryeh Ben Eliezer, Eliyahu Lankin, y Shlomo Lev Ami). 
El 1 de febrero de 1944 el Irgún colocó afiches por todo el país proclamando una rebelión contra el gobierno del Mandato Británico. Los carteles resaltaban que todos los movimientos sionistas apoyaron a las Fuerzas Aliadas y que más de 25 000 judíos se habían alistado en masa en el ejército británico. La esperanza de establecer un ejército judío había muerto. A lo largo de la guerra los árabes del Oriente Medio estuvieron generalmente del lado de la Alemania Nazi, brindando sus favores. Los judíos europeos fueron atrapados y se estaba cometiendo un genocidio, sin embargo, Gran Bretaña por su parte no permitió ninguna misión de rescate. Esta parte del documento termina con las siguientes palabras: 

El Libro Blanco está todavía en efecto. Es forzada, a pesar de la traición de los árabes y la lealtad de los judíos, a pesar del alistamiento en masa para el ejército británico, a pesar del alto el fuego y la tranquilidad en la Tierra de Israel, a pesar de la masacre del pueblo judío en Europa...

Los hechos son simples y horribles. Durante los últimos cuatro años de la guerra hemos perdido millones de lo mejor de nuestro pueblo; millones más están en peligro de aniquilación. Y la Tierra de Israel fue cerrada y puesta en cuarentena debido al dominio británico, realizando el Libro Blanco, esforzándose por la destrucción de la última esperanza de nuestro pueblo.

El Irgún declaró que, por su parte, el alto el fuego estaba terminado y se encontraba a partir de ese momento en guerra con los británicos. Exigió la transferencia del estado para un gobierno judío, a fin de aplicar las diez políticas básicas. Entre estas políticas estaba la evacuación en masa de los judíos de Europa, el firmar tratados con cualquier Estado que reconozca la soberanía del Estado judío (incluyendo Gran Bretaña), la concesión de la justicia social para los residentes del estado y la plena igualdad para la población árabe. La proclamación finalizó con: 

El Dios de Israel, Dios de Anfitriones, estará a nuestro lado. No hay retroceso. Libertad o muerte. [...]la juventud combatiente no retrocederá ante sacrificios y sufrimiento, sangre y tormento. Ellos no se rendirán, siempre y cuando nuestros antiguos días no se renueven, siempre y cuando nuestra nación no se garantice una patria, libertad, honor, el pan, justicia y ley.

El Irgún inició esta campaña más bien débilmente ya que la organización contaba con solo 1000 militantes, de los cuales solo unos 200 eran combatientes. El armamento también era escaso. El Irgún sufrió una reorganización y se dividió en diferentes brigadas: Cuerpos de Combate - la principal fuerza de combate del Irgún; El Mar - Unidad de Operaciones Especiales del Irgún; Delek (דלק - Gasolina) - Inteligencia; HATAM (חת"מ - Cuerpo de Publicidad Revolucionaria); y HAT (ח"ת - División de Planificación). 

### El combate contra los británicos

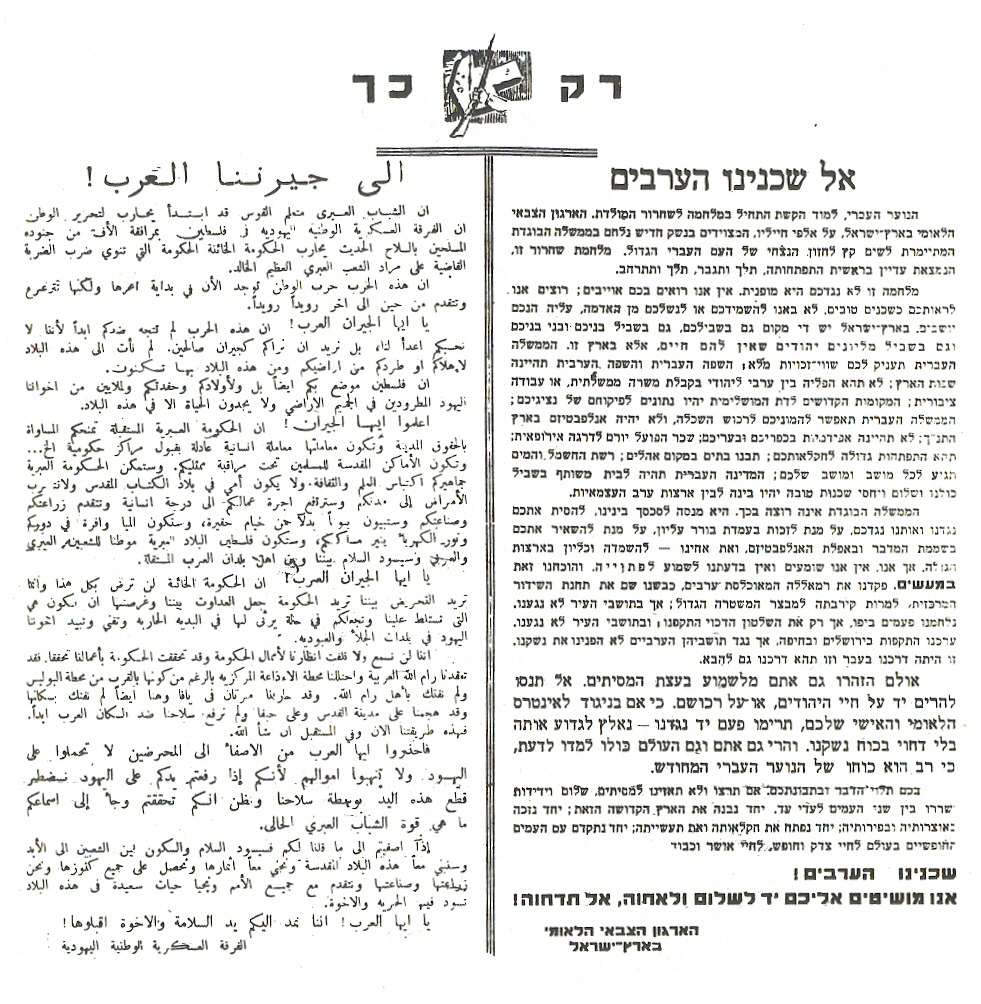
Afiche dirigido a los árabes para aclarar que el Irgún no los considera sus enemigos.

El Irgún comenzó las operaciones contra los símbolos del gobierno en un intento de perjudicar el funcionamiento del régimen así como su reputación. El primer ataque fue el 12 de febrero de 1944 contra las oficinas de inmigración del gobierno, un símbolo de las leyes de inmigración y el Libro Blanco de 1939, que impedían el ingreso de nuevos inmigrantes judíos que huían de la persecución nazi. Los ataques se desarrollaron sin contratiempos y sin víctimas, puesto que ocurrieron durante el sábado por la noche, cuando los edificios estaban vacíos. Los ataques ocurrieron en las tres mayores ciudades: Jerusalén, Tel Aviv y Haifa. El 27 de febrero las oficinas de impuesto sobre la renta fueron atacadas. Otros sectores de las mismas ciudades fueron afectados, también durante un sábado por la noche, colocando previamente advertencias cerca de los edificios. El 23 de marzo el edificio de la sede nacional de la policía británica en Jerusalén fue atacado y parte de ella fue volada. Estos ataques en los primeros meses fueron condenados enérgicamente por el liderazgo de las organizaciones del Yishuv y de la Agencia Judía, que los vieron como peligrosas provocaciones.
Al mismo tiempo, el Leji también renovó sus ataques contra los británicos. El Irgún continuó los ataques a las estaciones de policía y la comandancia, así como al Fuerte Tegart (una estación de policía fortificada actualmente localizada en Latrún). En una compleja operación relámpago, miembros del Irgún se apoderaron de la estación de radio gubernamental en Ramala el 17 de mayo de 1944. El 29 de septiembre de 1944 un alto oficial de la policía británica del Departamento de Inteligencia Criminal fue asesinado en Jerusalén por miembros del Irgún.

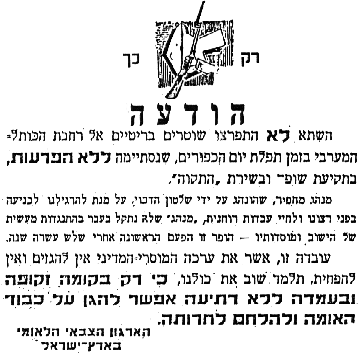
Anuncio del Irgún presumiendo de la falta de presencia británica en el Muro de los Lamentos durante las oraciones de Yom Kippur de 1940. Se hace entender que se debe a la acciones de la organización.

Un acto simbólico realizado por el Irgún tuvo lugar antes del Yom Kippur de 1944. Miembros del Irgún colocaron avisos en la ciudad, advirtiendo de que ningún oficial británico debería acercarse al Muro de los Lamentos en Yom Kippur ni hostigar a los fieles, y por primera vez desde que comenzó el Mandato Británico ningún oficial de policía estuvo allí para impedir a los judíos tocar el tradicional sonido del Shofar durante la ceremonia de rezo. Con el fin de obtener armas, el Irgún realizó operaciones de "decomiso", tomando a cargo arsenales de los británicos y desviando armas a sus propios escondites. Durante esta fase de actividad el Irgún también cortó todos sus vínculos oficiales con la Nueva Organización Sionista para no vincularla con la organización clandestina. 
Beguin escribió en sus memorias, La Revuelta: 

La historia y la experiencia nos enseñó que si éramos capaces de destruir el prestigio de los británicos en Palestina, el régimen se rompería. Una vez que encontramos el punto débil del gobierno, no dejamos escapar eso.

### Miembros Exiliados
En octubre de 1944 los británicos comenzaron expulsar a cientos de detenidos, miembros del Irgún y del Leji, a campos de detención en África. 251 detenidos de Latrún fueron enviados en trece aviones el 19 de octubre a un campamento en Asmara (hoy Eritrea). Once transportes adicionales fueron realizados. Durante el período de su detención, los prisioneros a menudo iniciaron rebeliones y huelgas de hambre. Muchos intentos de fuga se hicieron hasta julio de 1948, cuando los exiliados fueron devueltos a Israel. Aunque hubo numerosas fugas con éxito desde el campamento en sí, solo nueve hombres lograron regresar. Un éxito notable fue el de Yaakov Meridor, quien escapó nueve veces antes de finalmente llegar a Europa en abril de 1948. Estas adversidades fueron el tema de su libro Largo es el camino a la Libertad: Crónicas de uno de los Exiliados.

### Temporada de caza
El 6 de noviembre de 1944, Lord Moyne, Viceministro de Estado Británico de las Colonias, fue asesinado en El Cairo por los miembros del Leji Eliyahu Hakim y Eliyahu Bet-Zuri. Esta acción creó preocupación en el seno del Yishuv por las posibles reacciones futuras del gobierno británico por los violentos actos de los grupos disidentes contra ellos. Por lo tanto, la Agencia Judía decidió empezar una temporada de caza, conocida como la «saison» (del francés "la saison de chasse"), que consistió en una persecución organizada contra los miembros del Irgun y Leji para que cesaran sus actividades. Durante la temporada de caza, personas sospechosas de pertenecer o apoyar al Irgún o Leji fueron retirados de escuelas, lugares de trabajo y el «Klalit» HMO (Organización de Salud). La mayoría de las personas que participaban en estas actividades eran miembros de la Haganá y el Palmaj. Se llevó a cabo la vigilancia, el secuestro y la investigación de los miembros del Irgún y el Leji, o bien se proporcionó detalles acerca de sus paraderos para entregarlos a los británicos. Entre las víctimas de estos actos de entrega se encontraba parte de la comandancia del Irgún, principalmente Yaakov Meridor, Shlomo Lev Ami y Eliyahu Lankin.
La temporada de caza consiguió paralizar la actividad del Irgún durante unos meses, pero no destruir a la organización. Por su parte, el comandante de la organización, Menájem Beguin, optó por no tomar algún tipo de represalia contra los miembros de la Haganá que los delataban o atacaban, para así poder evitar el estallido de una guerra civil entre judíos que provocara el fortalecimiento del régimen británico. Esta medida de inacción unilateral por parte del Irgún durante la temporada de caza, impidió que surgiera una lucha interna en el seno del Yishuv que hubiera debilitado una posible unidad de los grupos armados judíos. Beguin con esta actitud abrigaba la esperanza de que en un futuro cercano la Agencia Judía ordenara detener las persecuciones internas y todos las organizaciones armadas unieran sus fuerzas para combatir al enemigo común.
La recuperación del Irgún fue notable cuando comenzó a renovar su cooperación con el Leji en mayo de 1945 y sabotearon oleoductos, líneas telefónicas y puentes ferroviarios. En total, más de 1000 miembros del Irgún y el Leji fueron detenidos y encerrados en los campos británicos durante la Saison. La temporada de caza acabó al finalizar la Segunda Guerra Mundial y comenzaron las conversaciones de cooperación conjunta con la Haganá, lo que condujo a la formación del Movimiento de Resistencia Judía.

### El Movimiento de Resistencia Judía
Hacia fines de julio de 1945 el Partido Laborista en Gran Bretaña fue elegido. En el liderazgo del Yishuv había grandes esperanzas de que esto cambiaría la política discriminatoria contra la inmigración judía que los británicos mantenían hasta el momento. Sin embargo estas esperanzas se esfumaron rápidamente cuando el gobierno limitó la Aliyá con la intención de que la población del Mandato Británico al oeste del río Jordán no sea más de un tercio del total de la población. Esto, junto con la intensificación de búsqueda y arresto de miembros organizadores de la inmigración ilegal, condujo a la creación del Movimiento de Resistencia Judía. Este órgano consolidó la resistencia armada unida contra los británicos de parte del Irgún, Lehi y la Haganá. Durante diez meses, en acciones conjuntas del Irgun y Lehi, se llevaron a cabo operaciones de defensa y ataque contra las autoridades británicas. La Haganá y el Palmaj, por su parte, también llevaron a cabo una serie de operaciones militares. En el sistema creado por las organizaciones de resistencia, la Haganá asistió al desembarco de 13 000 nuevos inmigrantes ilegales. 
La tensión entre los movimientos clandestinos y los británicos aumentaron con el incremento de las operaciones ofensivas. El 23 de abril de 1945 una operación emprendida por el Irgún en el Fuerte Tegart fue mal sucedida y terminó en tiroteos. Un miembro del Irgún fue asesinado y su cuerpo luego colgado en la muralla del fuerte. Otro combatiente, Yizchak Bilu, murió cuando, en un momento de distracción, un artefacto explosivo cayó de su mano y se arrojó sobre él con el fin de salvar a sus camaradas, que también llevaban explosivos. A su vez, en la operación Dov Gruner fue capturado, para ser posteriormente enjuiciado y condenado a ser ejecutado en la horca, negándose a firmar una petición de indulto. Finalmente fue ahorcado el 16 de abril de 1947.

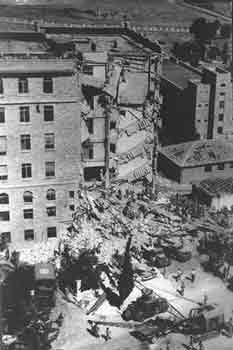
Hotel Rey David después del atentado.

Las relaciones de los británicos con el Yishuv empeoraron, realizando aquellos la Operación Agatha. El Gobierno negó la recomendación de la Comisión de Investigación Anglo-Americana de trasladar a 100.000 refugiados judíos a Eretz Israel en masa. Como resultado del descubrimiento de documentos que vinculaban a la Agencia Judía con el Movimiento de Resistencia Judía, el Irgún aceleró los planes para el atentado al Hotel Rey David. El hotel, donde los documentos confiscados se encontraban, era la base del Secretariado Británico, sede del mando militar y la División de Investigación Criminal (sección especial de la policía). El 22 de julio el Irgún atacó el Hotel Rey David, que se saldó con 91 muertos, 17 de ellos judíos (pese a que el Irgún dio tres avisos de bomba, que fueron ignorados por las fuerzas británicas).. El Irgún confirmó que advertencias realizadas a cabo con anterioridad nunca fueron tomadas en serio. De acuerdo con Shmuel Katz, en su libro Días de Fuego: 

La Radio Haganá más tarde difundió un informe en el que, Sir John Shaw, el Secretario General de la administración británica, al recibir la advertencia, dijo: "Aquí las órdenes las doy yo. Yo no recibo órdenes de los judíos", y se confirmó que había insistido en que nadie podía abandonar el edificio. En el atentado murieron 91 personas. La Agencia Judía y la Haganá rehuyeron a asumir la responsabilidad por el ataque y lo condenaron enérgicamente. Uno de los muertos fue Yulius Jacobs, judío y simpatizante del Etzel. Menajem Beguin, al parecer, quedo sumamente triste y molesto. Estaba enfadado de que los británicos se hubieran negado a evacuar el edificio y así se produjeran víctimas innecesarias, lo que estaba en contra de la política del Irgún.

En el período comprendido entre 1944 y 1948 el Irgún realizó más de cien ataques contra las autoridades inglesas de Palestina y otras actividades de represalia contra los árabes. La violenta atmósfera que existía en Palestina, propiciada tanto por el Irgún como por las facciones armadas árabes, fue uno de los principales motivos de la evacuación del personal británico no militar previamente al conflicto civil, así como del final del propio Mandato Británico.

### Combate por la independencia contra los británicos
El atentado al Hotel Rey David, y la detención de los dirigentes de la Agencia Judía y otros líderes del Yishuv como parte de la Operación Agatha provocó que la Haganá cese sus actividades de resistencia armada contra los británicos. Los dirigentes del Yishuv y la Agencia Judía fueron liberados de la prisión del Fuerte Tegart. Desde entonces y hasta el final del mandato británico la resistencia estuvo encabezada por el Irgún y Leji. A principios de septiembre de 1946 el Irgún renovó sus ataques contra los ferrocarriles, las líneas de comunicación y los puentes. Una resonante operación fue el ataque contra la estación de tren en Jerusalén, en la que Meir Feinstein fue detenido y posteriormente se suicidó en espera de su ejecución. De acuerdo con el Irgún este tipo de operaciones estaban dirigidas contra blancos legítimos, ya que los trenes eran utilizados por los británicos para la redistribución de sus fuerzas y el contrabando de armas. Durante un tiempo los británicos detuvieron el tráfico de trenes por la noche por temor a nuevas acciones de sabotaje. El Irgún también divulgaba advertencias, en tres idiomas, para que la población civil no utilizara los trenes específicos por el peligro de ser atacados. El Irgún también estableció oficinas de representación internacional y para 1948 operaba en 23 países. 

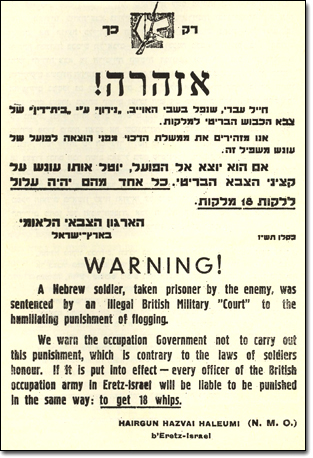
Afiche del Irgún advirtiendo a los británicos de no llevar a cabo como castigo la pena de azotes.

En diciembre de 1946 una condena de 18 años y 18 azotes fue decretada contra un joven miembro del Irgún. El Irgún realizó una advertencia para que no lo azotaran y humillaran, pero el detenido igualmente fue golpeado. Miembros del Irgún, como forma de venganza, secuestraron a varios oficiales británicos y los golpearon en público con azotes. La operación, conocida como la "Noche de los azotes", puso fin a los castigos con azotes. Los británicos, tomando en serio estos actos, trasladaron a numerosas familias británicas en el Mandato al interior de las bases militares, mientras que a algunos los enviaron de regreso a Inglaterra.
El 14 de febrero de 1947 Ernest Bevin anunció que los judíos y los árabes no serían capaces de ponerse de acuerdo sobre cualquier solución propuesta por los británicos para la región, y, por lo tanto, la cuestión debía llegar a las Naciones Unidas para una decisión final. El pensamiento de las instituciones oficiales del Yishuv acerca de la idea de trasladar la cuestión a la ONU, era vista como un intento británico para ganar tiempo hasta que una comisión de investigación de Naciones Unidas se establezca y sus ideas fueran discutidas, al tiempo que el Yishuv se debilitaría. La Organización para la Inmigración B (inmigración judía ilegal) aumentó el número de buques que, de hecho, salvaron la vida de los judíos europeos. Los británicos todavía aplicaban estrictamente la política de inmigración y los inmigrantes ilegales fueron colocados en campos de detención en Chipre, que solo aumentó la ira de la comunidad judía hacia el gobierno del Mandato. 
El Irgún intensificó su actividad y a partir del 19 de febrero hasta el 3 de marzo, atacó 18 campamentos militares británicos, rutas de convoyes, vehículos y otras instalaciones. El más notable de estos ataques fue el ataque al Club de Oficiales Goldschmidt en Jerusalén, que estaba en un recinto fuertemente custodiado. Diecisiete oficiales murieron en el ataque. Como resultado, un toque de queda fue impuesto en gran parte del país, controlado por unos 20.000 soldados británicos.
El 3 de marzo el líder de la oposición en la Cámara de los Comunes, Winston Churchill, pidió que, dado que la dimensión de la fuerza militar del Mandato era cuatro veces el tamaño de las fuerzas británicas estacionadas en la India (a un precio de 4000 libras por soldado anualmente), no había motivo alguno para continuar con el derramamiento de sangre y la permanencia británica en la región. Parte de la prensa británica también apoyó una salida de la zona. Durante el toque de queda impuesto por los británicos, el Leji y el Irgún llevaron a cabo 68 operaciones, la mayoría de ellas contra objetivos militares, incluyendo el ataque al Camp Schneller en Jerusalén. Por causa de este ataque, en el que se lograron superar numerosas medidas de seguridad británicas, los medios de comunicación crearon un alboroto y el toque de queda fue cancelado cuatro días más tarde.

### Ataque a la prisión de Acre

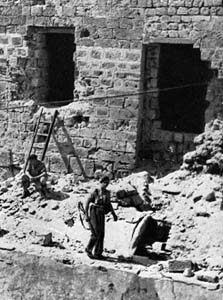
El muro de la prisión de Acre después del ataque.

El 16 de abril de 1947 Dov Gruner, Yehiel Drezner, Eliezer Kashani y Mordejai El'kachi fueron ahorcados, mientras cantaban el Hatikva. El 21 de abril Meir Feinstein y el miembro del Leji Moshe Barazani se suicidaron horas antes de su previsto ahorcamiento utilizando una granada de mano escondida en una naranja. El 4 de mayo una de las más grandes operaciones del Irgún tuvo lugar: el asalto a la prisión de la ciudadela en Acre. La operación fue llevada a cabo por 23 hombres, junto con la ayuda de prisioneros del Irgún y el Leji desde dentro de la prisión. La redada tuvo un éxito inmenso y permitió escapar a 41 miembros, aunque algunos fueron recapturados posteriormente y otros fueron asesinados en su fuga. Junto con los miembros del movimiento, muchos delincuentes árabes también lograron escapar. La operación resonó en todo el mundo. Tres de los atacantes, Meir Nakar, Avshalom Haviv y Yaakov Weiss, fueron capturados y condenados a muerte.
El Museo de los Prisioneros Clandestinos en Jerusalén conmemora la actividad de los grupos clandestinos en la fase previa a la creación del Estado, que recrea la vida cotidiana de las personas encarceladas allí.

### El caso de los sargentos
Luego de que se decretara la sentencia de muerte contra tres miembros del Irgún capturados durante el asalto a la prisión de Acre, la organización realizó un plan de rescate y salvación, capturando a dos agentes británicos en las cercanías de la ciudad de Netanya para luego canjearlos por los condenados. Inmediatamente después del secuestro, las fuerzas británicas cercaron toda el área, impusieron un toque de queda y se lanzaron a la búsqueda de los cautivos, sin obtener resultado alguno. El 29 de julio de 1947, Meir Nakar, Avshalom Haviv y Yaakov Weiss fueron ahorcados en la prisión. Aproximadamente trece horas después de este suceso, miembros del Irgún llevaron a los dos agentes británicos capturados, Mervyn Paice y Clifford Martin, a un bosque al sur de Netanya y les leyeron sus sentencias de muerte, ahorcándolos posteriormente. Esta acción de represalia causó la ira de las autoridades británicas y las instituciones oficiales del Yishuv, mientras que al mismo tiempo provocó una ola de antisemitismo que se propagó por toda Gran Bretaña y que dieron lugar a que se realizaran profanaciones de varios cementerios judíos en Londres mediante la pintada de esvásticas y la escritura de leyendas en las tumbas que decían Hitler tenía razón.
Este grave episodio - unido al Atentado al Hotel Rey David pocos meses antes, los azotes contra oficiales británicos y otros sucesos violentos - constituyó uno de los factores que determinaría, poco tiempo después, la retirada británica del Mandato. El Comité Especial de Naciones Unidas para Palestina (UNSCOP por sus siglas en inglés) también resultó influenciado por estas acciones. Al mismo tiempo, se desarrolló otro incidente - el evento del barco Exodus 1947. Los 4500 sobrevivientes del Holocausto a bordo de la embarcación fueron prohibidos de desembarcar a las costas de Eretz Israel por la potencia mandataria. El comité de la UNSCOP también registró estos hechos. La prensa internacional grabó imágenes donde se veía a oficiales británicos golpeando salvajemente a los sobrevivientes para trasladarlos a barcos de deportación con destino a Chipre, lo que enfureció enormemente a la opinión pública británica y mundial, quienes le exigieron al parlamento británico una solución inmediata para el problema de inmigración judía al Mandato Británico.
Dos semanas después, el gobierno británico llamó a una reunión extraordinaria del gabinete para discutir los recientes eventos que habían tenido lugar en el Mandato Británico y concluyó que las fuerzas militares británicas estacionadas en la región debían abandonar la zona lo más pronto posible.
En el período comprendido entre 1944 y 1948, desde la rebelión proclamada por Beguin hasta la finalización del propio Mandato, el Irgún realizó más de cien ataques contra las autoridades británicas y otras actividades de represalia contra los árabes.

### Nuevos ataques contra civiles árabes
A finales de 1947 se recrudecieron los ataques terroristas del Irgún contra la población civil árabe. El 4 de diciembre, una serie de bombas en cafeterías, otra en una estación de autobuses y granadas y disparos dirigidas a grupos de civiles dejaron un saldo de docenas de árabes muertos. El 29 de diciembre, una bomba del Irgún en la Puerta de Damasco de la Ciudad Vieja de Jerusalén causó la muerte a 17 civiles árabes. Al día siguiente, un ataque contra trabajadores árabes en la Bahía de Haifa causó cinco muertos y 40 heridos. El 7 de enero, una nueva bomba del Irgún en la Ciudad Vieja de Jerusalén, esta vez en la Puerta de Jaffa, dejó un saldo de 24 civiles árabes muertos. El 14 de febrero, un nuevo atentado terrorista del Irgún mataba a 37 personas en el mercado de Ramla.

## Guerra de independencia de Israel

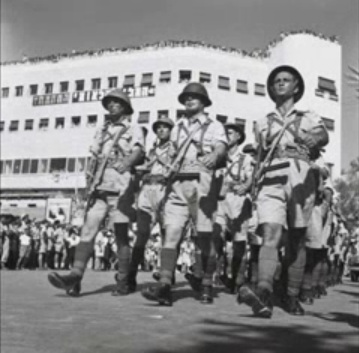
Desfile del Irgún en 1948

Las Naciones Unidas llegaron a la conclusión, en decisión unánime, de poner fin al Mandato Británico y con opinión mayoritaria de dividir la zona situada al oeste del río Jordán entre un Estado Judío y un Estado árabe. El 29 de noviembre la Asamblea General de las Naciones Unidas votó a favor de poner fin al mandato y el establecimiento de dos estados en la región (véase Plan de Partición). Al día siguiente los árabes comenzaron a atacar a la comunidad judía, comenzando así la primera etapa de la Guerra de independencia de Israel. Los primeros ataques contra la población del Yishuv se produjeron en los barrios judíos de Jerusalén, dentro y alrededor de Yafo, Bat Yam, Holon y en el barrio Ha'Tikvah de Tel Aviv.
Durante la Guerra de independencia de Israel las fuerzas del Irgún participaron en numerosos frentes, como la conquista de Yafo y la defensa del barrio judío de la Ciudad Vieja de Jerusalén.
En el otoño de 1947 los miembros del Irgún eran aproximadamente 3000 personas. El objetivo de la organización, en ese momento, era la defensa de los asentamientos situados entre el río Jordán y el Mar Mediterráneo por el bien del futuro Estado Judío y en prevención de que la Legión Árabe intente cumplir su promesa de destruir a la comunidad judía. El Irgún se convirtió casi en una organización abierta, estableciendo bases militares en Ramat Gan y Petaj Tikva. También reclutó abiertamente, por lo que aumentó significativamente el número de sus tropas. Durante la guerra, el Irgún combatió junto al Lehi, el Palmaj y la Haganá en las batallas contra los ataques de los países invasores árabes. En un primer momento la Haganá mantuvo una política defensiva, como lo había hecho hasta entonces, pero después del incidente del Convoy 35 abandonó por completo su política de moderación.
El Irgún comenzó a llevar a cabo misiones de represalia, como lo había hecho bajo el comando de David Raziel. Pero al mismo tiempo, publicó anuncios llamando a los árabes a que depongan las armas y que mantengan un alto el fuego. Sin embargo, los mutuos ataques continuaron. Vándalos árabes atacaron y asesinaron a 41 civiles judíos. El 1 de enero de 1948 el Irgún ingresó en Yafo y comenzó el asalto a la ciudad. Sus hombres entraron a la ciudad camuflados como soldados británicos; posteriormente hubo enfrentamientos en Beit Nabala, una base donde se estacionaban muchos combatientes árabes. 
El 9 de abril, aproximadamente 120 miembros del Irgún y el Lehi comenzaron una operación para capturar la aldea Deir Yasin que dominaba un extremo de la sitiada Jerusalén. La aldea había firmado un acuerdo de no beligerancia con el vecino asentamiento judío de Givat Shaul. Durante la operación, que acabaría conociéndose como la masacre de Deir Yassin, los combatientes del Irgún se enfrentaron con militantes árabes que, mientras huían, realizaban sus disparos escudados entre los civiles. La organización, finalmente, fue acusada de realizar un ataque deliberado contra civiles árabes en la aldea de Deir Yassin, en la cual, según el historiador israelí Benny Morris, perecieron entre 100 y 110 civiles. Coincide esta versión con la de la delegación del Reino Unido, así como la del representante de la Cruz Roja Jacques de Reynier. Por su parte, la Agencia Judía, otros representantes de la Cruz Roja, The New York Times y el doctor Hussein al-Khalidi, portavoz del Alto Comité Árabe, dieron la cifra de 245 civiles masacrados, aunque los historiadores palestinos de los ochenta rebajaron esta cifra hasta los 107, entre los que se encontraban 30 bebés. Un informe de la propia Haganá describió la masacre: "La conquista de la aldea fue llevada a cabo con enorme crueldad. (...) Familias enteras -mujeres, ancianos, niños- fueron asesinados. (...) Algunos de los prisioneros trasladados a centros de detención, incluidos mujeres y niños, fueron asesinados con saña". Otros prisioneros fueron exhibidos en una marcha triunfal en el centro de Jerusalén.
Otra versión afirma, 50 años después de la independencia de Israel, cómo Hazam Nusseibi, que trabajaba para el Palestine Broadcasting Service en 1948, reconoció que el líder árabe palestino Hussein Khalidi le ordenó fabricar las supuestas atrocidades. Abu Mahmud, un residente de Deir Yassín, le dijo a Khalidi en 1948 "no hubo ninguna violación", pero Khalidi replicó, "tenemos que decir esto, para que los ejércitos árabes vengan a liberar a Palestina de los judíos". Nusseibi le dijo a la BBC 50 años después: "Éste fue nuestro mayor error. No nos dimos cuenta de cómo reaccionaría nuestro pueblo. Tan pronto como oyeron que las mujeres habían sido violadas en Deir Yassín, los palestinos huyeron aterrorizados".
Durante la operación en la aldea, murieron cinco miembros del Irgún y otros 40 resultaron heridos. Este incidente provocó una oleada de pánico entre la población civil palestina y tuvo gran importancia en el éxodo de la mayoría de la población árabe de Palestina hacia Gaza y Cisjordania o hacia otros países árabes. Cuatro días después, el 13 de abril, los árabes como respuesta atacaron un convoy médico rumbo al Hospital Hadassah compuesto de camiones, ambulancias, autobuses y vehículos militares acorazados. Alrededor de 77 médicos, enfermeras, escoltas de la Haganá, niños y otros civiles judíos fueron masacrados, y sus cadáveres luego mutilados o descuartizados. 
El Irgún cooperó con la Haganá en la conquista de Haifa, mientras que seguía actuando de forma independiente en la conquista de Yafo. El 25 de abril, alrededor de 600 combatientes adicionales salieron de la base del Irgún en Ramat Gan hacia Yafo para aportar más refuezos a la contienda, librando una difícil batalla en toda la zona, donde el Irgún tuvo que enfrentar tanto la resistencia de los árabes, así como la intervención de los británicos. Bajo el comando de Amichai "Guidi" Faglin, el oficial en jefe de operaciones del Irgún, se capturó el barrio de Manshiya, que amenazaba la ciudad de Tel Aviv. Treinta miembros del Irgun resultaron muertos en combate. Los británicos exigieron la evacuación de la ciudad recién conquistada, sin embargo el Irgún había acordado previamente con la Haganá que la presión británica no daría lugar a la retirada de Yafo y que la custodia de las zonas capturadas sería entregada a la Haganá. La ciudad cayó finalmente el 13 de mayo después que las fuerzas de la Haganá entraron en la ciudad y se hicieron con el control del resto de la ciudad. Las batallas en Yafo constituyeron una gran victoria para el Irgún. Esta operación fue la más grande en la historia de la organización. Esta fue la primera ocasión en que el Irgún combatió directa y convencionalmente contra las fuerzas británicas, reforzados con armamento pesado.

## Disolución de la organización
La definitiva integración de la mayoría de los miembros del Irgún dentro de las Fuerzas de Defensa Israelíes (Tzahal) fue anunciada por Menájem Beguin a fines de mayo de 1948, excepto en Jerusalén (ciudad que se encontraba bajo un gobierno militar, todavía no incorporado formalmente al Estado hebreo). Sus unidades de Jerusalén al fin fueron disueltas en el mes de septiembre, obedeciendo a un ultimátum del ejército israelí. Posteriormente Beguin transformó su milicia en un partido político, el Herut (Libertad).